# Happier Than Ever
Happier Than Ever é o segundo álbum de estúdio da cantora estadunidense Billie Eilish, lançado em 30 de julho de 2021 através da Darkroom e Interscope Records. Eilish escreveu o álbum com seu colaborador frequente, seu irmão Finneas O'Connell, que produziu o álbum sozinho. Ela citou a autorreflexão durante a pandemia de COVID-19 como a maior inspiração para o disco.
Principalmente um disco pop downtempo, Happier Than Ever é caracterizado por arranjos eletropop, influenciados pelo jazz, definidos para tempos meditativos, partindo do som otimista e trap do álbum de estreia de Eilish, When We All Fall Asleep, Where Do We Go? (2019). Consistindo em canções marcantes sobre as desvantagens do estrelato, Happier Than Ever baseia-se fortemente na ascensão de Eilish à fama e nas desvantagens que vêm com isso. Após o lançamento, o álbum recebeu elogios dos críticos de música, que elogiaram sua produção estilística, contida e letras perspicazes. No 64º Grammy Awards, o álbum e sua faixa-título receberam um total de sete indicações, incluindo Álbum do Ano, Melhor Álbum Vocal de Pop, Canção do Ano e Gravação do Ano.
Sete singles foram lançados na promoção do álbum: "My Future", "Therefore I Am", "Your Power", "Lost Cause", "NDA", a faixa-título e "Male Fantasy". Os três primeiros conseguiram atingir top 10 da Billboard Hot 100 dos EUA; "Therefore I Am" foi a canção mais bem sucedida do álbum, atingindo o número dois, seguida por "My Future" no número 6 e "Your Power" no número 10. Happier Than Ever estreou no topo da Billboard 200 como o segundo álbum número um de Eilish nos Estados Unidos e liderou as paradas de álbuns em 27 outros países. Um documentário da Disney+, Happier Than Ever: A Love Letter to Los Angeles, foi lançado em 3 de setembro de 2021 e recebeu uma indicação de Melhor Filme Musical no Grammy de 2022. Para promover ainda mais o álbum, Eilish embarcará em sua quinta turnê, intitulada Happier Than Ever, The World Tour, programada para percorrer a Europa, Oceania e América do Norte em 2022.

## Antecedentes
A cantora e compositora norte-americana Billie Eilish lançou seu álbum de estreia, When We All Fall Asleep, Where Do We Go?, produzido por seu irmão, o músico Finneas O'Connell, em 29 de março de 2019. Foi recebido com aclamação da crítica e sucesso comercial, e gerou o single "Bad Guy", que alcançou o topo da Billboard Hot 100, seu primeiro número um na parada. O álbum e o single ajudaram Eilish a ganhar cinco prêmios no 62º Grammy Awards, incluindo os "quatro grandes" Álbum do Ano, Canção do Ano, Gravação do Ano e Artista Revelação. Eilish lançou vários singles desde o álbum: o single "Everything I Wanted" (2019), a canção tema de James Bond "No Time to Die" (2020) e a colaboração com Rosalía "Lo Vas a Olvidar" (2021), os dois primeiros dos quais ganharam as categorias de Gravação do Ano e Melhor Canção para Mídias Visuais no 63º Grammy Awards, respectivamente. Em uma entrevista em janeiro de 2020, Eilish afirmou que começaria a trabalhar em seu próximo segundo álbum de estúdio durante o ano. Em março, o irmão de Eilish, Finneas O'Connell, confirmou isso, afirmando que seria "bem puro em sua intenção" como o álbum de estreia de Eilish, com os dois continuando a fazer o tipo de música que gostam de "tocar ao vivo". Em janeiro de 2021, Eilish afirmou que o álbum "parece exatamente como eu quero", com ela não querendo mudar nada sobre isso. Seu documentário, Billie Eilish: The World's a Little Blurry, foi lançado no mês seguinte. Mais tarde, em fevereiro, Eilish anunciou que o álbum teria 16 faixas.
Happier Than Ever foi gravado no estúdio de gravação em casa de Finneas, localizado no porão de sua residência em Los Angeles. De acordo com Eilish, a gravação ocorreu entre 1 de abril de 2020 e 16 de fevereiro de 2021, em horários semanais, começando com "My Future" e terminando com "Oxytocin". A faixa-título foi a primeira canção que ela escreveu do disco, que remonta à parte europeia em sua When We All Fall Asleep Tour. Eilish revelou que todas as 16 canções na lista final de faixas foram as únicas canções em que a dupla trabalhou durante a criação do álbum, mas havia duas faixas, sendo elas, "What I Wanna Hear" e "Born Blue", que foram descartadas do disco, já que ela "simplesmente não conseguia entendê-las".
Eilish revelou que o processo criativo de Happier Than Ever parecia "muito natural", ao contrário de seus projetos anteriores, onde ela constantemente se sentia ansiosa e sob pressão. Com trabalhos anteriores, Eilish também sentiu que não era boa o suficiente e simplesmente não era talentosa, mas desde então ganhou muito mais confiança em seu ofício. De acordo com Eilish, sua gravadora não teve nenhuma contribuição para o álbum, ao contrário de seu álbum de estreia, onde ela sentiu pressão de prazos, reuniões constantes e "uma expectativa de que uma estrela estava prestes a nascer", tudo o que ela "literalmente odiava".
Em uma entrevista à Vevo, Eilish disse que queria criar "um disco muito atemporal", sendo inspirada principalmente por cantores de jazz que ouviu crescer, como Julie London, Peggy Lee e Frank Sinatra. Ela também disse que as canções do álbum são "em todos os lugares e muito, eu acho, versáteis, diferentes umas das outras, mas também muito coesas", o que ela citou como um de seus maiores objetivos. Outro de seus objetivos que ela teve durante as sessões de estúdio foi surpreender seus fãs, bem como a si mesma. Ela pretendia ficar desconfortável durante o processo criativo, usando "NDA" como um exemplo de uma canção que não foi feita em sua "zona de conforto". Eilish citou a autorreflexão como a maior inspiração por trás do disco, e revelou antes de seu lançamento que "quase nenhuma das canções deste álbum é alegre". Ela observou "Male Fantasy" como uma canção que "praticamente se escreveu" e a ajudou a perceber sentimentos que ela não havia processado antes.

## Composição
Happier Than Ever é um disco suave, pop e eletropop, que incorpora elementos de jazz, R&B, techno, country, bossa nova, bedroom pop, trip hop, folk, electro, trap e sophisti-pop dos anos 90. É composto por canções de tocha definidas em tempos lentos, com arranjos contidos e minimalistas de violões, sintetizadores delicados, batidas borbulhantes e ambiente downtempo. As letras tratam das lutas enfrentadas por mulheres jovens na indústria do entretenimento, fama, estrelato, abuso emocional, lutas pelo poder, desconfiança e misoginia, imbuídas pela autoconsciência de Eilish.

### Canções
A faixa de abertura, "Getting Older", é uma canção sobre abusos e foi "particularmente angustiante" de escrever. A música trata da coerção sexual. A segunda faixa, "I Didn't Change My Number", apresenta uma batida pesada. "Billie Bossa Nova", a terceira faixa, apresenta "um lado mais maduro de Eilish". A quarta faixa, "My Future", começa como uma balada de sintetizadores lenta que "transita para um groove funk descontraído". Liricamente, a música é sobre autodescoberta. "Oxytocin", a quinta faixa, tem um pulso techno. A canção  faz referência ao hormônio titular. A sexta faixa, "Goldwing", faz uma introdução a capella ao longo da canção. A oitava faixa, "Halley's Comet", é uma balada com vocais despojados, sintetizadores de luz e um backbeat. A nona faixa, "Not My Responsibility", é um interlúdio spoken word com um instrumental ambiente que estreou em Where Do We Go? World Tour (2020).
A peça então faz a transição para "Overheated", a décima faixa, que mostra a produção de seu antecessor e explora o estrelato na era das mídias sociais. A décima primeira faixa, "Everybody Dies", é uma balada pop alternativa, movida por dark synths e leves dedilhados de guitarra, com "a voz de Eilish novamente se destacando". A décima segunda faixa, "Your Power", é uma suave balada acústica sobre abuso sexual pelo parceiro. A décima terceira faixa, "NDA" discute a falta de privacidade em sua vida devido ao seu aumento na fama. ao longo de uma batida eletropop sombria que faz a transição para a décima quarta faixa "Therefore I Am", que liricamente fala sobre rejeitar os haters e os críticos. A décima quinta faixa, "Happier Than Ever", é uma música de ópera rock. Ela foi descrita como "uma música deprimente de rompimento", antes de se tornar "um rager movido por guitarra elétrica", enquanto o resto das faixas "revelavam diferentes tipos de catarse, oscilando entre batidas sexy e eletrônicas e folk caloroso, uma reminiscência de sua música mais antiga." Foi apelidado como um destaque do álbum.

## Lançamento e promoção

### Singles
"My Future" serve como primeiro single do álbum. Foi lançado em 30 de julho de 2020 junto com seu vídeo musical, um ano antes da data de lançamento do álbum. "My Future" estreou em sexto lugar na Billboard Hot 100, tornando-se o terceiro top 10 de Eilish nos Estados Unidos e sua maior estreia na parada, superando "Bad Guy" (2019), que estreou em sétimo lugar. A canção também estreou no top 10 da Austrália, Canadá, Nova Zelândia e Reino Unido.
O segundo single, "Therefore I Am" foi lançado em 12 de novembro de 2020. "Therefore I Am" estreou em 94 na Billboard Hot 100. A canção subiu para o número dois na parada na semana seguinte, dando a Eilish seu quarto top 10 nos Estados Unidos. Com um salto de 92 posições, "Therefore I Am" deu o quarto maior salto na história da Hot 100. Também alcançou o primeiro lugar nas paradas de singles na Grécia, Irlanda, Lituânia e Nova Zelândia. Seu vídeo musical foi lançado no mesmo dia.
Em 28 de abril de 2021, Eilish anunciou que o terceiro single, "Your Power", e seu vídeo musical que acompanha, seria lançado no dia seguinte, 29 de abril. Nos Estados Unidos, "Your Power" alcançou o número dez na Billboard Hot 100. A canção marca a terceira estreia de Billie no top 10 na parada e o quinto top 10 no geral.
"Lost Cause" foi lançada como quarto single em 2 de junho de 2021. Um vídeo musical para a canção foi lançado no mesmo dia do single. A canção estreou em vinte e sete na Billboard Hot 100. O quinto single, "NDA" foi lançado em 9 de julho de 2021 junto com seu vídeo musical. "NDA" alcançou o top 40 de vários países, incluindo na Billboard Hot 100, e alcançou o número 20 na Billboard Global 200.

### Turnê
Em 21 de maio de 2021, Eilish anunciou que embarcaria em sua quinta turnê, Happier Than Ever, The World Tour, para promover o álbum. A turnê cobre a Europa e a América do Norte, começando em Nova Orleans em 3 de fevereiro de 2022. Os ingressos foram colocados à venda em 28 de maio de 2021.

## Recepção da crítica
| Críticas profissionais | Críticas profissionais |
| Pontuações agregadas   | Pontuações agregadas   |
| Fonte                  | Avaliação              |
| ---------------------- | ---------------------- |
| AnyDecentMusic?        | 8.4/10                 |
| Metacritic             | 86/100                 |
| Avaliações da crítica  |                        |
| Fonte                  | Avaliação              |
| Clash                  | 8/10                   |
| The Daily Telegraph    | [ 55 ]                 |
| Evening Standard       | [ 56 ]                 |
| The Guardian           | [ 57 ]                 |
| The Independent        | [ 14 ]                 |
| The Irish Times        | [ 58 ]                 |
| The Line of Best Fit   | 6/10                   |
| NME                    | [ 29 ]                 |
| Slant                  | [ 25 ]                 |

Happier Than Ever foi aclamado pela crítica musical. No Metacritic, que atribui uma classificação normalizada de 100 às resenhas de críticos profissionais, o álbum tem uma pontuação média de 86 com base em vinte e duas avaliações, indicando "aclamação universal". O agregador AnyDecentMusic? deu ao álbum uma nota 8,4 de 10, com base em sua avaliação do consenso crítico.
Um revisor da NME, El Hunt, elogiou o álbum por estabelecer Eilish como "uma das artistas pop mais importantes de sua geração". Hunt escreveu que as canções do álbum são "mais suaves" e "muito mais discretas" do que em When We All Fall Asleep, Where Do We Go?, desenhando novos sons que soassem como "clássicos". Alexis Petridis, do The Guardian, observou que as melodias e vocais do álbum são "uniformemente excelentes", e a produção moderada é "menos chamativa". Ele notou que a diversão de seu antecessor é menor em Happier Than Ever, e o tom geral do último é "visivelmente mais sombrio". Sal Cinquemani, da Slant, sentiu que o álbum é mais otimista do que o álbum de estreia de Eilish, acrescentando que Happier Than Ever é "mais sonoramente diverso", trazendo elementos além do trip-hop e trap que dominaram seu predecessor. Neil McCormick, da The Daily Telegraph, apelidou o álbum como um "som de uma adolescente torturada e sozinha em seu quarto tarde da noite", suas letras como "citáveis" e "vigorosas", e os vocais de Eilish como "delicados". McCormick continuou dizendo que o álbum "flui lindamente" e leva seus ouvintes à uma "jornada emocional".
Louis Bruton, da The Irish Times, afirmou que o álbum "pinta um quadro sufocante dos confinamentos e explorações de ser uma celebridade e uma adolescente", com uma musicalidade mercurial que consiste em "melodias R&B, batidas techno indutoras de temor e vocais de jazz alegres". David Smyth, escrevendo para o Evening Standard, elogiou as nuances estilísticas da produção do álbum e resumiu que Eilish "ainda não soa nada como um preenchimento brilhante de arena", o que contribui para seu apelo de "fazer as coisas de maneira muito diferente", que por sua vez é "um novo modo de sobreviver". Robin Murray, da Clash, chamou Happier Than Ever de "um trabalho de evolução sutil" e "um registro de bastante complexidade" com uma afinidade para canções sobre amor. Ele admirou seus vocais, letras e estilo de produção sutil, achando Eilish "mais à vontade consigo mesma". Chris Willman, da Variety, destacou a "observação incisiva", o "humor autoconsciente" e a "autoconsciência pós-celebridade" do álbum.
Alexandra Pollard, do The Independent, observou que Happier Than Ever é "cheio de coisas com as quais a maioria de nós não precisa lidar", como NDAs, entrevistas e paparazzi, mas Eilish os transforma em histórias relacionáveis por meio de letras "perspicazes". Pollard disse que o álbum permanece no território "electro-pop gótico" da cantora, mas também incorpora novos gêneros, como country e bossa nova, enquanto descarta as faixas "Oxytocin" e "Goldwing" como insubstanciais. Em uma análise mista, Matthew Kent, do The Line of Best Fit, escreveu que Eilish e Finneas estão "no topo de seu jogo", elogiando suas letras e sua produção intrincada, respectivamente. No entanto, Kent considerou que Happier Than Ever é menos original do que o álbum de estreia de Eilish, com as faixas estando "muitas vezes misturadas umas com as outras". O editor Mary Siroky, da Consequence, apesar de sua crítica positiva no geral, também concordou que o álbum poderia ser muito coeso com canções indistintas. Tom Breihan, da Stereogum, fez uma crítica negativa, explicando que Happier Than Ever, além de sua natureza reativa "em choque", é um álbum enfadonho, e ouvi-lo é "uma verdadeira chatice".

## Lista de faixas
Todas as faixas escritas e compostas por Billie Eilish O'Connell e Finneas O'Connell. Todas as faixas foram produzidas por Finneas. 
| Happier Than Ever – Edição padrão |                             |         |  |
| N.º                               | Título                      | Duração |  |
| 1.                                | "Getting Older"             | 4:04    |  |
| 2.                                | "I Didn't Change My Number" | 2:38    |  |
| 3.                                | "Billie Bossa Nova"         | 3:16    |  |
| 4.                                | "My Future"                 | 3:30    |  |
| 5.                                | "Oxytocin"                  | 3:30    |  |
| 6.                                | "Goldwing"                  | 2:31    |  |
| 7.                                | "Lost Cause"                | 3:32    |  |
| 8.                                | "Halley's Comet"            | 3:54    |  |
| 9.                                | "Not My Responsibility"     | 3:47    |  |
| 10.                               | "Overheated"                | 3:34    |  |
| 11.                               | "Everybody Dies"            | 3:26    |  |
| 12.                               | "Your Power"                | 4:05    |  |
| 13.                               | "NDA"                       | 3:15    |  |
| 14.                               | "Therefore I Am"            | 2:53    |  |
| 15.                               | "Happier Than Ever"         | 4:58    |  |
| 16.                               | "Male Fantasy"              | 3:14    |  |
| Duração total:                    | Duração total:              | 56:07   |  |

## Desempenho nas tabelas musicais
| Tabela musical (2021)                   | Melhor posição |
| --------------------------------------- | -------------- |
| Alemanha (Offizielle Deutsche Charts)   | 1              |
| Austrália (ARIA)                        | 1              |
| Áustria (Ö3 Austria Top 40)             | 1              |
| Bélgica (Ultratop Valônia)              | 1              |
| Bélgica (Ultratop Flandres)             | 1              |
| Canadá (Billboard)                      | 1              |
| República Tcheca (ČNS IFPI)             | 2              |
| Dinamarca (Hitlisten)                   | 1              |
| Escócia (Official Scottish Albums)      | 1              |
| Eslováquia (ČNS IFPI)                   | 2              |
| Espanha (PROMUSICAE)                    | 1              |
| Estados Unidos (Billboard 200)          | 1              |
| Estados Unidos (Top Alternative Albums) | 1              |
| Finlândia (Suomen virallinen lista)     | 1              |
| França (SNEP)                           | 1              |
| Irlanda (Official Charts Company)       | 1              |
| Itália (FIMI)                           | 1              |
| Japão (Billboard Japan)                 | 15             |
| Japão (Oricon)                          | 17             |
| Lituânia (AGATA)                        | 1              |
| Noruega (VG-lista)                      | 1              |
| Nova Zelândia (RMNZ)                    | 1              |
| Países Baixos (Dutch Charts)            | 1              |
| Portugal (AFP)                          | 1              |
| Reino Unido (Official Albums Chart)     | 1              |
| Suécia (Sverigetopplistan)              | 1              |
| Suíça (Schweizer Hitparade)             | 1              |

## Vendas e certificações
| Região | Certificação | Vendas   |
| --- | ------------ | -------- |
| Reino Unido (BPI) | Ouro         | 100,000‡ |
| *vendas baseadas apenas na certificação ^distribuições baseadas apenas na certificação ‡vendas+valores de streaming baseados apenas na certificação |              |          |

## Histórico de lançamento
| Região | Data                | Formato(s)                                  | Gravadora(s)        | Ref.          |
| ------ | ------------------- | ------------------------------------------- | ------------------- | ------------- |
| Mundo  | 30 de julho de 2021 | Cassete CD download digital streaming vinil | Darkroom Interscope | [ 91 ] [ 62 ] |

## Happier Than Ever, The World Tour
Happier Than Ever, The World Tour é a sexta turnê da cantora e compositora americana Billie Eilish, em apoio ao seu segundo álbum de estúdio, Happier Than Ever (2021). A turnê começou em 3 de fevereiro de 2022, na cidade de Nova Orleans, Estados Unidos, com término previsto para 2 de abril de 2023, na cidade de Guadalajara, México.

### Repertório
1. "Bury a Friend"
2. "I Didn’t Change My Number"
3. "NDA"
4. "Therefore I Am"
5. "My Strange Addiction"
6. "Idontwannabeyouanymore"
7. "Lovely"
8. "You Should See Me in a Crown"
9. "Billie Bossa Nova"
10. "Goldwing"
11. "Halley's Comet"
12. "Oxytocin"
13. "Ilomilo"
14. "Your Power" (com Finneas)
15. "Male Fantasy"
16. "Not My Responsability" (interlude)
17. "Overheated"
18. "Bellyache"
19. "Ocean Eyes"
20. "Bored"
21. "Getting Older"
22. "Lost Cause"
23. "When the Party's Over"
24. "All the Good Girls Go to Hell"
25. "Everything I Wanted"
26. "Bad Guy"
27. "Happier Than Ever"
28. "Goodbye" (outro)

### Datas
| Data                    | Cidade           | País             | Local                           | Atos de Abertura | Público          | Receita          |
| América do Norte        | América do Norte | América do Norte | América do Norte                | América do Norte | América do Norte | América do Norte |
| ----------------------- | ---------------- | ---------------- | ------------------------------- | ---------------- | ---------------- | ---------------- |
| 3 de fevereiro de 2022  | Nova Orleans     | Estados Unidos   | Smoothie King Center            | —                |                  |                  |
| 5 de fevereiro de 2022  | Atlanta          | Estados Unidos   | State Farm Arena                | Tkay Maidza      |                  |                  |
| 6 de fevereiro de 2022  | Charlotte        | Estados Unidos   | Spectrum Center                 | Tkay Maidza      |                  |                  |
| 8 de fevereiro de 2022  | Pittsburgh       | Estados Unidos   | PPG Paints Arena                | Tkay Maidza      |                  |                  |
| 9 de fevereiro de 2022  | Washington D.C.  | Estados Unidos   | Capital One Arena               | Tkay Maidza      |                  |                  |
| 10 de fevereiro de 2022 | University Park  | Estados Unidos   | Bryce Jordan Center             | Tkay Maidza      |                  |                  |
| 12 de fevereiro de 2022 | Buffalo          | Estados Unidos   | KeyBank Center                  | Dora Jar         |                  |                  |
| 13 de fevereiro de 2022 | Filadélfia       | Estados Unidos   | Wells Fargo Center              | Dora Jar         |                  |                  |
| 15 de fevereiro de 2022 | Elmont           | Estados Unidos   | UBS Arena                       | Dora Jar         |                  |                  |
| 18 de fevereiro de 2022 | Nova Iorque      | Estados Unidos   | Madison Square Garden           | Dora Jar         |                  |                  |
| 19 de fevereiro de 2022 | Nova Iorque      | Estados Unidos   | Madison Square Garden           | Dora Jar         |                  |                  |
| 20 de fevereiro de 2022 | Boston           | Estados Unidos   | TD Garden                       | Dora Jar         |                  |                  |
| 22 de fevereiro de 2022 | Newark           | Estados Unidos   | Prudential Center               | Dora Jar         |                  |                  |
| 8 de março de 2022      | Birmingham       | Estados Unidos   | Legacy Arena                    | Duckwrth         |                  |                  |
| 9 de março de 2022      | Nashville        | Estados Unidos   | Bridgestone Arena               | Duckwrth         |                  |                  |
| 11 de março de 2022     | Louisville       | Estados Unidos   | KFC Yum! Arena                  | Duckwrth         |                  |                  |
| 12 de março de 2022     | Detroit          | Estados Unidos   | Little Caesars Arena            | Duckwrth         |                  |                  |
| 14 de março de 2022     | Chicago          | Estados Unidos   | United Center                   | Duckwrth         |                  |                  |
| 15 de março de 2022     | Saint Paul       | Estados Unidos   | Xcel Energy Center              | Duckwrth         |                  |                  |
| 16 de março de 2022     | Omaha            | Estados Unidos   | CHI Health Center Omaha         | Duckwrth         |                  |                  |
| 19 de março de 2922     | Denver           | Estados Unidos   | Ball Arena                      | Duckwrth         |                  |                  |
| 21 de março de 2022     | Salt Lake City   | Estados Unidos   | Vivint Arena                    | Duckwrth         |                  |                  |
| 24 de março de 2022     | Vancouver        | Canadá           | Rogers Arena                    | Duckwrth         |                  |                  |
| 25 de março de 2022     | Seattle          | Estados Unidos   | Climate Pledge Arena            | Duckwrth         |                  |                  |
| 26 de março de 2022     | Seattle          | Estados Unidos   | Climate Pledge Arena            | Duckwrth         |                  |                  |
| 29 de março de 2022     | San Francisco    | Estados Unidos   | Chase Center                    | Duckwrth         |                  |                  |
| 30 de março de 2022     | Sacramento       | Estados Unidos   | Golden 1 Center                 | Duckwrth         |                  |                  |
| 1 de abril de 2022      | Paradise         | Estados Unidos   | T-Mobile Arena                  | Duckwrth         |                  |                  |
| 2 de abril de 2022      | Glendale         | Estados Unidos   | Gila River Arena                | Duckwrth         |                  |                  |
| 4 de abril de 2022      | Glendale         | Estados Unidos   | Gila River Arena                | Duckwrth         |                  |                  |
| 6 de abril de 2022      | Inglewood        | Estados Unidos   | The Forum                       | Duckwrth         |                  |                  |
| 8 de abril de 2022      | Inglewood        | Estados Unidos   | The Forum                       | Dora Jar         |                  |                  |
| 9 de abril de 2022      | Inglewood        | Estados Unidos   | The Forum                       | Dora Jar         |                  |                  |
| 16 de abril de 2022     | Indio            | Estados Unidos   | Empire Polo Club                | —                |                  |                  |
| 23 de abril de 2022     | Indio            | Estados Unidos   | Empire Polo Club                | —                |                  |                  |
| Europa                  |                  |                  |                                 |                  |                  |                  |
| 3 de junho de 2022      | Belfast          | Reino Unido      | The SSE Arena                   | Jessie Reyez     |                  |                  |
| 4 de junho de 2022      | Dublin           | Irlanda          | 3Arena                          | Jessie Reyez     |                  |                  |
| 5 de junho de 2022      | Dublin           | Irlanda          | 3Arena                          | Jungle           |                  |                  |
| 7 de junho de 2022      | Manchester       | Reino Unido      | AO Arena                        | Jessie Reyez     |                  |                  |
| 8 de junho de 2022      | Manchester       | Reino Unido      | AO Arena                        | Jungle           |                  |                  |
| 10 de junho de 2022     | Londres          | Reino Unido      | The O2 Arena                    | Jessie Reyez     |                  |                  |
| 11 de junho de 2022     | Londres          | Reino Unido      | The O2 Arena                    | Jessie Reyez     |                  |                  |
| 12 de junho de 2022     | Londres          | Reino Unido      | The O2 Arena                    | Jessie Reyez     |                  |                  |
| 14 de junho de 2022     | Glasgow          | Reino Unido      | OVO Hydro                       | Jessie Reyez     |                  |                  |
| 15 de junho de 2022     | Birmingham       | Reino Unido      | Utilita Arena                   | Jessie Reyez     |                  |                  |
| 16 de junho de 2022     | Londres          | Reino Unido      | The O2 Arena                    | Jungle           |                  |                  |
| 18 de junho de 2022     | Amsterdam        | Países Baixos    | Ziggo Dome                      | Jessie Reyez     |                  |                  |
| 19 de junho de 2022     | Frankfurt        | Alemanha         | Festhalle                       | Jessie Reyez     |                  |                  |
| 21 de junho de 2022     | Colônia          | Alemanha         | Lanxess Arena                   | Jessie Reyez     |                  |                  |
| 22 de junho de 2022     | Paris            | França           | Accor Arena                     | Jessie Reyez     |                  |                  |
| 24 de junho de 2022     | Pilton           | Reino Unido      | Worthy Farm                     | —                |                  |                  |
| 25 de junho de 2022     | Londres          | Reino Unido      | The O2 Arena                    | Arlo Parks       |                  |                  |
| 26 de junho de 2022     | Londres          | Reino Unido      | The O2 Arena                    | Girl in Red      |                  |                  |
| 28 de junho de 2022     | Antuérpia        | Bélgica          | Sportpaleis                     | Jessie Reyez     |                  |                  |
| 30 de junho de 2022     | Berlim           | Alemanha         | Mercedes-Benz Arena             | Jessie Reyez     |                  |                  |
| 2 de julho de 2022      | Zurique          | Suíça            | Hellenstadion                   | Jessie Reyez     |                  |                  |
| Ásia                    |                  |                  |                                 |                  |                  |                  |
| 13 de agosto de 2022    | Manila           | Filipinas        | SM Mall of Asia Arena           | —                |                  |                  |
| 15 de agosto de 2022    | Seoul            | Coreia do Sul    | Gocheok Sky Dome                | —                |                  |                  |
| 18 de agosto de 2022    | Kuala Lumpur     | Malásia          | Bukit Jalil National Stadium    | —                |                  |                  |
| 21 de agosto de 2022    | Singapura        | Singapura        | Singapoure National Stadium     | —                |                  |                  |
| 24 de agosto de 2022    | Bangkok          | Tailândia        | IMPACT Arena                    | —                |                  |                  |
| 26 de agosto de 2022    | Tóquio           | Japão            | Ariake Arena                    | —                |                  |                  |
| Oceania                 |                  |                  |                                 |                  |                  |                  |
| 8 de setembro de 2022   | Auckland         | Nova Zelândia    | Spark Arena                     | —                |                  |                  |
| 9 de setembro de 2022   | Auckland         | Nova Zelândia    | Spark Arena                     | —                |                  |                  |
| 10 de setembro de 2022  | Auckland         | Nova Zelândia    | Spark Arena                     | —                |                  |                  |
| 13 de setembro de 2022  | Sydney           | Austrália        | Qudos Bank Arena                | —                |                  |                  |
| 14 de setembro de 2022  | Sydney           | Austrália        | Qudos Bank Arena                | —                |                  |                  |
| 15 de setembro de 2022  | Sydney           | Austrália        | Qudos Bank Arena                | —                |                  |                  |
| 17 de setembro de 2022  | Brisbane         | Austrália        | Brisbane Entertainment Centre   | —                |                  |                  |
| 18 de setembro de 2022  | Brisbane         | Austrália        | Brisbane Entertainment Centre   | —                |                  |                  |
| 19 de setembro de 2022  | Brisbane         | Austrália        | Brisbane Entertainment Centre   | —                |                  |                  |
| 22 de setembro de 2022  | Melbourne        | Austrália        | Rod Laver Arena                 | —                |                  |                  |
| 23 de setembro de 2022  | Melbourne        | Austrália        | Rod Laver Arena                 | —                |                  |                  |
| 24 de setembro de 2022  | Melbourne        | Austrália        | Rod Laver Arena                 | —                |                  |                  |
| 26 de setembro de 2022  | Melbourne        | Austrália        | Rod Laver Arena                 | —                |                  |                  |
| 29 de setembro de 2022  | Perth            | Austrália        | RAC Arena                       | —                |                  |                  |
| 30 de setembro de 2022  | Perth            | Austrália        | RAC Arena                       | —                |                  |                  |
| América do Norte        |                  |                  |                                 |                  |                  |                  |
| 13 de dezembro de 2022  | Inglewood        | Estados Unidos   | Kia Forum                       | —                |                  |                  |
| 15 de dezembro de 2022  | Inglewood        | Estados Unidos   | Kia Forum                       | —                |                  |                  |
| 16 de dezembro de 2022  | Inglewood        | Estados Unidos   | Kia Forum                       | —                |                  |                  |
| América Latina          |                  |                  |                                 |                  |                  |                  |
| 17 de março de 2023     | Santiago         | Chile            | Parque Bicentenario de Cerrilos | —                |                  |                  |
| 19 de março de 2023     | Buenos Aires     | Argentina        | Hipódromo de San Isidro         | —                |                  |                  |
| 22 de março de 2023     | Asunción         | Paraguai         | Parque Olímpico Luque           | —                |                  |                  |
| 24 de março de 2023     | São Paulo        | Brasil           | Autódromo de Interlagos         | —                |                  |                  |
| 26 de março de 2023     | Bogotá           | Colômbia         | Campo de Golfe Briceño          | —                |                  |                  |
| 30 de março de 2023     | Cidade do México | México           | Foro Sol                        | Omar Apollo      |                  |                  |
| 31 de março de 2023     | Monterrey        | México           | Fundidora Park                  | —                |                  |                  |
| 2 de abril de 2023      | Guadalajara      | México           | Arena VFG                       | Omar Apollo      |                  |                  |
| Festivais               |                  |                  |                                 |                  |                  |                  |
| 3 de agosto de 2023     | Chicago          | Estados Unidos   | Grant Park                      | —                |                  |                  |
| 5 de agosto de 2023     | Montreal         | Canadá           | Parc Jean-Drapeau               | —                |                  |                  |
| 15 de agosto de 2023    | Budapest         | Hungria          | Óbuda Island                    | —                |                  |                  |
| 18 de agosto de 2023    | Hasselt          | Bélgica          | Domein Kiewit                   | —                |                  |                  |
| 20 de agosto de 2023    | Dronten          | Países Baixos    | Envenementen Terrein Holland    | —                |                  |                  |
| 23 de agosto de 2023    | Saint-Cloud      | França           | Parc de Saint-Cloud             | —                |                  |                  |
| 25 de agosto de 2023    | Leeds            | Reino Unido      | Bramham Park                    | —                |                  |                  |
| 27 de agosto de 2023    | Reading          | Reino Unido      | Little John's Farm              | —                |                  |                  |
| 29 de agosto de 2023    | Londres          | Reino Unido      | Electric Ballroom               | —                |                  |                  |
| 1 de setembro de 2023   | Stradbally       | Irlanda          | Stradbally Hall                 | —                |                  |                  |
| 16 de setembro de 2023  | Atlanta          | Estados Unidos   | Piedmont Park                   | —                |                  |                  |